# Eurytaphria undilineata
Eurytaphria undilineata är en fjärilsart som beskrevs av W. Warren 1893. Eurytaphria undilineata ingår i släktet Eurytaphria och familjen mätare. Inga underarter finns listade i Catalogue of Life.